# Twice Round the Daffodils
Twice Round the Daffodils är en brittisk dramakomedi från 1962 i regi av Gerald Thomas.
Filmen bygger på Patrick Cargill och Jack Beales pjäs Ring for Catty.

## Handling
En grupp patienter anländer till ett tuberkulossjukhus. Snart börjar romantiken spira mellan patienter och sköterskor.

## Rollista i urval
- Juliet Mills - Catty
- Donald Sinden - Ian Richards
- Donald Houston - John Rhodes
- Kenneth Williams - Henry Halfpenny
- Ronald Lewis - Bob White
- Andrew Ray - Chris Walker
- Joan Sims - Harriet Halfpenny
- Lance Percival - George Logg
- Sheila Hancock - Dora
- Jill Ireland - Janet